# Odi (Bibbia)
Odi è un breve testo scritto in greco aggiunto dalla tradizione cristiana nella versione greca della Bibbia detta Settanta. Le Odi compaiono nei manoscritti a partire dal  V secolo: mancano nei codici Vaticano e Sinaitico (IV secolo), ma sono già presenti nel codice Alessandrino (V secolo). È considerato canonico dalla sola Chiesa ortodossa, mentre per le altre confessioni cristiane rappresenta un apocrifo dell'Antico Testamento. Non va confuso con l'apocrifo Odi di Salomone, distinti a loro volta dai Salmi di Salomone.
È una raccolta di 14 inni (13 senza la Preghiera di Manasse) presenti nell'Antico e nel Nuovo Testamento con lievi variazioni testuali. È nato probabilmente come compendio ad uso liturgico.

Dieci odi sono tratte dall’Antico Testamento; di cui le prime otto sono le odi che la chiesa greca 
aggiunse al Salterio.
Dal Nuovo Testamento sono tratti i cantici conosciuti come Magnificat, Benedictus e Nunc dimittis; ma mentre il cantico di Maria (Magnificat) 
e quello di Zaccaria (Benedictus) sono raccolti insieme sotto l’Ode n. 9, il cantico di Simeone (Nunc dimittis) è indipendente come tredicesima ode. 

La quattordicesima ode è conosciuta comunemente nella liturgia cristiana e usata ancora oggi come Gloria in excelsis Deo; si tratta di una creazione della Chiesa antica: è attestata, con il nome 
di hymnus angelicus, già all’epoca di Papa Telesforo (128-139 d.C.) nel "Liber Pontificalis".

## Contenuto
1. Ode di Mosè nell'Esodo (Es15,1-19[1])
2. Ode di Mosè nel Deuteronomio (Dt32,1-43[2])
3. Preghiera di Anna madre di Samuele (1Re2,1-10[3])
4. Preghiera di Abacuc (Ab3,2-19[4])
5. Preghiera di Isaia (Is26,9-20[5])
6. Preghiera di Giona (Gio2,3-10[6])
7. Preghiera di Azaria (Dn3,26-45[7])
8. Inno dei tre giovani (Dn3,52-88[8])
9. Preghiera di Maria Madre di Dio (Lc1,46-55.68-79[9])
10. Ode di Isaia (Is5:1-9[10])
11. Preghiera di Ezechia (Is38,10-20[11])
12. Preghiera di Manasse (non presente nell'Antico Testamento, basata su 2Cr33,18[12])
13. Preghiera di Simeone (Lc2,29-32[13])
14. Inno del mattino (non presente nel Nuovo Testamento ma con richiami a Lc2,14;Sal144,2;118,12[14])